# Pars Today
(Formula di apertura delle trasmissioni in lingua italiana)
Pars Today è il servizio radiofonico internazionale dell'IRIB. 
Le trasmissioni sono cominciate nel 1956, con lo scopo di far familiarizzare diversi Stati con la storia e la cultura iraniana così come con le sue regioni ed i siti d'interesse storico. Con la rivoluzione iraniana del 1979 nei suoi programmi ha dato molta importanza agli ideali della rivoluzione e alla propaganda dell'Islam, cominciando ogni sua trasmissione con la lettura cantata di versetti del Corano e successiva traduzione.
Verso la fine di marzo del 2016 l'agenzia ha mutato il nome in Pars Today, anche se i programmi sono annunciati come Voce della Repubblica islamica dell'Iran.
La programmazione della radio include notiziari, programmi politici, serie e trasmissione d'eventi speciali.
Le trasmissioni terrestri originano da varie stazioni in Iran. I centri emittenti in onde corte hanno sede ad Ahwaz, Kamalabad, Sirjan e Zahedan.

## Storia
Le trasmissioni sono cominciate nel 1956, con lo scopo di far familiarizzare diversi Stati con la storia e la cultura iraniana così come con le sue regioni ed i siti d'interesse storico. Con la rivoluzione iraniana del 1979 nei suoi programmi ha dato molta importanza agli ideali della rivoluzione e alla presentazione dell'Islam, cominciando ogni sua trasmissione con la lettura cantata di versetti del Corano e successiva traduzione. Le trasmissioni in italiano cominciarono il 9 agosto 1995
La radio in lingua italiana pone come proprio obiettivo ufficiale l'avvicinamento tra Iran e Italia, oltre a quello di creare un ponte tra Islam e Cristianesimo e agevolare il dialogo tra le civilta'.
La prima direttrice della radio italiana è stata Seyyedah Jalila Ahmadi, specializzatasi in scienze politiche in Italia. 
Ruolo importantissimo nella radio è stato svolto dai collaboratori italiani di essa. Alcuni di essi sono stati Patrizia Bevilacqua, Miryam Pirone, Cristina Bianciardi, Anna Motacchi e la signora Nalin.
Nel 2000 è stata sostituita da Soheil Pishvaeian, laureato in lingua e letteratura italiana presso l'universita' di Teheran. Pishvaeian e' da considerare l'architetto della prima versione del sito della radio, e del suo ingresso nel web.
Dal 2009 al 2012 il direttore della sezione italiana è stato Davood Abbasi, giornalista e scienziato iraniano nato in Italia. 
Nel breve periodo di direzione è autore di una vera e propria primavera, introducendo programmi culturali, rappresentazioni radiofoniche, programmi divertenti per i radioascoltatori, e programmi scientifici. Abbasi da spazio anche a nuovi e giovani giornalisti.
A 28 anni, Abbasi è il direttore più giovane dell'IRIB, e inaugura per la prima volta le pagine della Radio nelle reti sociali, come Facebook, Youtube e Twitter.
Abbasi viene allontanato dalla direzione nel 2012 per le sue posizioni giudicate troppo moderate, e per l'opposizione ad alcuni favoreggiamenti voluti dai suoi superiori. 
Dal 2012 al 2018 è stato direttore dell'emittente Seyyed Kazem Rezaei, ottimo manager dell'IRIB che pero' non conosceva l'italiano. Il sito della radio entra in una fase di declino.
Dal 2018 al 2020 è stato direttore Habibollah Kazemi, laureato in lingua e letteratura italiana presso l'universita' di Teheran. Il suo periodo corrisponde ad una fase di riordinamento e di calma.
Verso la fine di marzo del 2016 l'agenzia ha mutato il nome in Pars Today, anche se i programmi sono annunciati come Voce della Repubblica islamica dell'Iran.
Dal giugno 2020 il direttore è l'ultraconservatore Ali Azizmohammadi, scelta che ha destato la preoccupazione circa le sorti stesse della radio. Negli anni precedenti l'attuale direttore ha proceduto ad una purga dei giornalisti moderati dell'emittente e ad un sistematico sabotaggio dei contenuti.
Nella radio hanno lavorato negli anni passati (e non ci lavorano piu') giornalisti e interpreti come Nasima Purkar, Maryam Shoraka, Nazanin Motavasseli, Farhad Rahbar, Nasser Vaghefi', Mahnaz Shiri, Sorur Koliai, Jale' Masoumian, Hoda Arabshahi e l'attrice iraniana Maryam Bakhshi'.

## Lingue
Nella stagione radiofonica internazionale B–2015 La Voce della Repubblica Islamica dell'Iran trasmetteva in ventotto lingue:
- Albanese
- Arabo
- Armeno
- Azero
- Bengali
- Bosniaco
- Cinese
- Curdo
- Dari
- Ebraico
- Francese
- Giapponese
- Hausa
- Hindi
- Inglese
- Indonesiano
- Italiano
- Kazako
- Pashto
- Persiano
- Rumeno
- Russo
- Spagnolo
- Swahili
- Tagico
- Tedesco
- Turco
- Urdu

## Radio Italia IRIB
Radio Italia nota anche come Radio Italia IRIB, è la radio in lingua italiana della Voce della Repubblica Islamica dell'Iran (Pars Today).
Radio Italia è nata il 9 agosto 1995 con lo scopo di aprire una finestra verso l'Iran, la sua storia, la sua cultura e la sua tradizione religiosa. 
La radio presenta all'interlocutore italiano la realtà della società iraniana contribuendo ad avvicinare l'Islam ed il Cristianesimo nell'ambito di un'iniziativa promossa in Iran circa il dialogo tra le civiltà.
La redazione italiana è formata da una dozzina di persone fra giornalisti, conduttori e traduttori.
La radio trasmette i programmi in lingua italiana ogni giorno via satellite Hot Bird 13C un programma del mattino alle 6.20 - 7.20 UTC e quella serale dalle ore 19,20 alle ore 19,50 UTC.  Non di rado gli orari di trasmissione subiscono variazioni.
Il programma, inoltre, va in onda a Teheran su 99,5 MHz in modulazione di frequenza dalle 09:30 alle 10:30 UTC